# Punta Doctor
La punta Doctor es un cabo ubicado en la costa noroeste de la isla Soledad del archipiélago de las Malvinas, que según la Organización de las Naciones Unidas (ONU), está en litigio de soberanía entre el Reino Unido, quien la administra como parte del territorio británico de ultramar de las Malvinas, y la Argentina, quien reclama su devolución, y la integra en el departamento Islas del Atlántico Sur de la provincia de Tierra del Fuego, Antártida e Islas del Atlántico Sur.
Esta punta marca la boca del saco sur de la bahía San Carlos, que es llamado brazo San Carlos y alberga los asentamientos de Bahía Ajax, San Carlos y Campo Verde. También se halla en cercanías de la Punta Hospital, situada al noreste, y próxima a los escenarios de la batalla de San Carlos ocurrida luego del desembarco británico durante la guerra de las Malvinas de 1982. 